# 몬테네그로인
몬테네그로인(몬테네그로어: Crnogorci / Црногорци)은 남슬라브족에 속하는 몬테네그로의 주요 민족을 말하거나, 몬테네그로의 시민권자를 뜻한다. 보통은 남슬라브계의 몬테네그로 민족을 가리키는 표현으로 사용된다. 대부분의 몬테네그로인이 몬테네그로에 거주하지만,
세르비아에도 일부 있다.

## 역사
초기에는 로마 제국, 동로마 제국, 오스만 제국의 지배를 받아 왔다. 1852년에 오스만 제국으로부터 몬테네그로 공국이라는 이름으로 독립한 몬테네그로는 사실상, 몬테네그로인의 역사가 시작된 것이다. 그러나, 1918년에 세르비아에 합병되어서 몬테네그로의 역사는 세르비아의 역사하고 유사한 방식으로 몬테네그로인은 세르비아와 비슷해지도록 살게 한 것이다. 2006년 6월 5일 완전 해방되었다.

## 거주국가
- 몬테네그로
- 세르비아
- 보스니아 헤르체고비나
- 크로아티아
- 일부는 슬로베니아, 알바니아, 마케도니아 공화국, 그리스 등지에도 거주한다.

## 문화
88년 동안, 세르비아의 지배를 받아 왔기 때문에, 
지금의 몬테네그로인의 생활은 세르비아와 유사하다. 종교는 몬테네그로 정교회를 믿고, 언어는 몬테네그로어를 쓴다.

## 같이 보기
- 보스니아인
- 세르브인
- 크로아트인